# Аманури
Аману́ри (рос. Амануры, марій. Аманур) — присілок у складі Гірськомарійського району Марій Ел, Росія. Входить до складу Єласівського сільського поселення.

## Населення
Населення — 55 осіб (2010; 80 у 2002).
Національний склад (станом на 2002 рік):
- марі — 99 %